# ČSD-Baureihe T 212.1
Die ČSD-Baureihe  T 212.1 (ab 1988: Baureihe 703) waren dieselmechanische Rangierlokomotiven der Tschechoslowakischen Staatsbahnen (ČSD). Das Einsatzgebiet der Lokomotive ist wie bei ihren Vorgängerbaureihen T 211.0 und T 212.0 der leichte Stationsverschubdienst, Verschub in Depots sowie der Schleppdienst in größeren Industriebetrieben.

## Geschichte
Obwohl schon über 1000 Exemplare der leichten Verschublokomotiven der Klassen T 211 und T 212 gefertigt wurden, zeigte sich in den 1960er Jahren weiterer Bedarf an robusten Rangierlokomotiven.
1969 wurde der Prototyp entwickelt und produziert. Sie ist eine Weiterentwicklung der ČSD-Baureihe T 212.0 und wurde angemessen modernisiert.
Der Serienbau erfolgte in den Jahren 1972–1979 bei Turčianske strojárne n. p. in Martin. Außer für die ČSD wurde diese Lokomotive für verschiedene Betriebe und in den Export (DDR, China, Bulgarien, Ägypten, UdSSR, Polen, Rumänien, Albanien, Irak, Indien und Ungarn) in den verschiedensten Ausführungen geliefert.
Die Lokomotiven werden bei den heutigen České dráhy (ČD) und Železničná spoločnosť Slovensko (ZSSK) in großer Stückzahl bis heute benützt. Manche Lokomotiven wurden zu der schmalspurigen Reihen 797 und der normalspurigen 799 rekonstruiert.

## Technische Merkmale
Die Lokomotivreihe T 212.1 basiert in ihrer Konstruktion auf den Baureihen T 211.0 und T 212.0.
Eine wesentliche Änderung ist die Ausstattung mit dem Dieselmotor TATRA 930-54 sowie mit dem automatischen hydromechanischen Zweigang-Getriebe ČKD SRM LIHM 21-r. Während der Dieselmotor ein Zwölfzylinder mit direkter Kraftstoffeinspritzung ist, wurde beim Getriebe erstmals die mechanische durch eine automatische Gangwahl ersetzt. Die Schaltung zwischen den einzelnen Gängen geschieht in Abhängigkeit von der Drehzahl des Dieselmotors. Dadurch änderte sich die Steuerung der Lokomotive, die hier erstmals nur durch den Gashebel erfolgt. Die Übertragung des Drehmomentes wird durch eine Gelenkwelle vollzogen, durch die die beiden Achsen angetrieben werden.
Der Loktraktor ist mit einer Handbremse und einer pneumatischen Bremse ausgestattet. Diese besteht aus einer indirekt wirkenden Zugbremse, die mit dem Steuerventil DAKO BS 2 wirkt und einer direkt wirkenden Lokbremse, welche vom Steuerventil DAKO BP gesteuert wird. Die Bremsanlage besteht aus einem Bremskolben mit einem Durchmesser von 8 " (pmax = 4 bar), der beide Achsen der Lok mittels einer Klotzbremse doppelseitig abbremst.
Die Energie für das Bordnetz mit einer Spannung von 24 V wird durch eine Batterie mit einer Kapazität von 350 Ah sichergestellt.